# Sierakowo Słupskie
Sierakowo Słupskie (kaszb. Serôkòwò lub Żërakòwò, niem. Zirkow) – wieś w Polsce, w województwie pomorskim, w powiecie słupskim, w gminie Kobylnica, ok. 10 km od Słupska. 

## Nazwa
Nazwa miejscowości, wzmiankowana po raz pierwszy w formie Suracowe w 1267, ma pochodzenie słowiańskie i charakter dzierżawczy. Powstała przez dodanie do nazwy osobowej Żyrak formantu -owo. Niemiecka nazwa Zirkow jest adaptacją fonetyczną pierwotnej nazwy słowiańskiej. Polska nazwa Sierakowo Słupskie w miejscu oczekiwanej *Żyrakowo jest wynikiem błędnej resubstytucji nazwy niemieckiej z adideacją do nazwy osobowej *Sierak i wyróżnikiem lokalizującym pozwalającym na odróżnienie tej miejscowości od wsi Sierakowo Sławieńskie.
Rada Języka Kaszubskiego proponuje kaszubską formę nazwy Serakòwò Słëpsczé.

## Zabytki
- XV-wieczny kościół, przebudowywany w 1736 i w XX wieku, najstarszą częścią jest masywna, niska wieża, w górnej części zdobiona blendami, oraz krótka nawa. Prostokątne prezbiterium dostawiono w 1736, a zamykającą je absydę na pocz. XX wieku. W wyposażeniu gotycka chrzcielnica, barokowa ambona, epitafia oraz XVII wieczne fragmenty ław, z których zbudowano ołtarze i konfesjonały[6];
- zespół dworski składający się z wybudowanego ok. 1800 klasycystycznego, parterowego dworu z pseudoportykami na osi krótkiej, nakrytego dachem naczółkowym, z dwiema murowanymi oficynami[7];
- wały wczesnośredniowiecznego grodziska.

W latach 1975–1998 miejscowość administracyjnie należała do województwa słupskiego.